# Henri Buttgenbach
Henri-J. Buttgenbach (né à Ensival 5 février 1874 et mort à Bruxelles le 29 avril 1964) est un économiste, géologue et minéralogiste belge.

## Biographie
Minéralogiste, professeur à l'Université de Liège de 1921 à 1945, administrateur-délégué à l'Union Minière du Haut Katanga.

## Travaux de minéralogie
Il est l’auteur de la description de plusieurs espèces minérales.
- Berthonite (Déclassée ; synonyme de Bournonite)
- Césarolite (1920)
- Cornétite
- Cuprosklodowskite 1933
- Fourmargiérite
- Thoreaulite…

Il est le dédicataire d’une espèce minérale la Buttgenbachite décrite par SCHOEP en 1925, à partir d'échantillons de  la mine de Likasi, Shaba au Zaïre.